# Maxine Weldon
Maxine Weldon (* in Holdenville, Oklahoma, USA) ist eine US-amerikanische Sängerin im Bereich des Soul, Rhythm and Blues und Jazz, die in den 1970er Jahren einige Platten veröffentlichte.

## Biografie
Weldon war das vierte von sechs Kindern eines Musiklehrers. Sie wuchs in Bakersfield (Kalifornien) auf, wo sie sich zunächst mit Country-Musik beschäftigte. Sie zog darauf nach Honolulu, wo sie erst hauptberuflich als Krankenschwester arbeitete, dann eine Karriere als professionelle Sängerin begann und in dortigen Clubs auftrat.
Sie tourte fünf Jahre durch Fernost, heiratete in Südkorea und kehrte 1965 mit ihrem Sohn in die Vereinigten Staaten zurück. Sie lebte zunächst in San Francisco, wo sie erneut Engagements in Clubs hatte; 1969 ging sie nach Los Angeles, wo sie eine größere Bekanntheit auch durch Auftritte in Fernsehshows bei Bill Cosby, in der Tonight Show (1972/73) und 1979 durch die Mitwirkung bei einer Billie-Holiday-Tribut-Konzertreihe mit Nina Simone, Carmen McRae, Morgana King und Esther Phillips erwarb.
1970/71 nahm sie – u. a. mit Mitgliedern der Jazz Crusaders – ihr Debütalbum bei Mainstream Records auf, das u. a. Coverversionen der Bob-Dylan-Nummern Like A Rolling Stone und It Ain’t Me Babe enthielt. Ihr größter Erfolg wurde das Album Some Singin (1974), das #48 der Billboard R&B Alben-Charts erreichte. Ein letztes Album erschien 1975. In den 1980er und 1990er Jahren trat sie nach wie vor regelmäßig auf, legte jedoch keine weitere Alben vor. 1983 gastierte sie mit der Cotton Club Revue in Los Angeles und Chicago. Von 1995 bis 1997 wirkte sie bei der Europatournee der Broadway-Produktion Black and Blue mit; anschließend tourte sie mit Linda Hopkins und der Show Wild Women Blues bis 2007 durch Europa.
1999 wurde sie in die Oklahoma Jazz Hall of Fame aufgenommen.
Welson hatte einen Cameo-Auftritt in einer Episode der Sitcom Sister, Sister (1994).

## Diskographische Hinweise
- Right On (Mainstream Records, 1970) mit Carol Kaye, Victor Feldman, Joe Sample, Plas Johnson
- Chilly Wind (Mainstream, 1971) mit Ernie Wilkins, Blue Mitchell, Bobby Bryant, Harry „Sweets“ Edison, Hadley Caliman, Ernie Watts, Fred Robinson, George Bohannon, Earl Palmer
- Some Singin (Monument Records, 1974)
- Alone on My Own (Monument, 1975)
- A Tribute To Billie Holliday: Recorded Live at the Hollywood Bowl (1979)[4]
- Call It Love (2000)